# Onitis subcrenatus
Onitis subcrenatus är en skalbaggsart som beskrevs av Hermann Julius Kolbe 1897. Onitis subcrenatus ingår i släktet Onitis och familjen bladhorningar. Inga underarter finns listade i Catalogue of Life.